# Ансимов, Владимир Владимирович
Влади́мир Влади́мирович Анси́мов (4 июня 1920 — 25 сентября 1989) — советский геолог, лауреат Ленинской премии (1964).

## Биография
Родился 4 июня 1920 года в селе Валуевка (сейчас — Ремонтненский район Ростовской области).
Окончил Свердловский горный институт (1943).
- 1943—1945: наблюдатель, прораб партии в Средневолжском тресте;
- 1945—1946: прораб Саратовской ГФЭ;
- 1946—1951: начальник гравиметрической партии, старший инженер в Нижневолжском геофизическом тресте;
- 1951—1953: слушатель Академии нефтяной промышленности;
- 1953—1954: геофизик Тюменской ГФЭ;
- 1954—1957: главный инженер — заместитель управляющего треста «ЗапСибгеофизика»;
- 1957—1958: заместитель управляющего Тюменского ГРТ;
- 1958—1961: главный физик Тюменского территориального геологического управления;
- 1962—1967: заведующий отделом Тюменского обкома КПСС;
- 1967—1989: начальник управления геофизических работ Мингео РСФСР.

Один из первооткрывателей Западно-Сибирской нефтегазоносной провинции.

## Награды и звания
- Ленинская премия (1964, в составе коллектива) — за научное обоснование перспектив нефтегазоносности Западно-Сибирской низменности и открытие первого в этой провинции Берёзовского газоносного района;
- Заслуженный геолог РСФСР (1984);
- Отличник разведки недр (1970, 1980);
- Орден Трудового Красного Знамени (1963);
- Орден «Знак Почёта» (1971);
- Медали СССР и ВДНХ.